# باله (ترانه)
« باله» (به فرانسوی: Le ballet) تک‌آهنگی از هنرمند اهل کانادا سلین دیون است که در ژانویه ۱۹۹۶ منتشر شد.